# Rudolf Böttger (Maler)
Rudolf Böttger (* 4. Juli 1887 in Tachau; † 28. Januar 1973 in Regensburg) war ein österreichischer Maler.

## Leben und Werk

### Ausbildung und erste Erfolge
Von 1905 bis 1910 studierte Rudolf Böttger an der Akademie der bildenden Künste Wien. Seine Lehrer waren damals insbesondere Franz Rumpler und Alfred Cossmann. 1910 besuchte er mehrere Monate die Akademie der Bildenden Künste München, bevor er sich 1911 als freischaffender Künstler in Wien niederließ.
Im Ersten Weltkrieg war er Offizier in Russland und wurde mehrmals verwundet.
„Nach Kriegsende wurde Böttger Mitglied der Wiener Künstlergenossenschaft, 1919 beteiligte er sich erstmals an einer Kollektivausstellung im ‚Künstlerhaus‘.“
Zwischen 1924 und 1931 war Böttger die Sommer über immer wieder in seinem Geburtsort Tachau. Während dieser Zeit entstanden auch sakrale Gemälde für Tachau, die heute noch teilweise vorhanden sind.
Zu dieser Zeit begann sich Böttger als Künstler zu etablieren und vor allem ab etwa 1930 machte er sich als Porträtist einen Namen. Zu den Porträtierten zählen u. a. Robert Heger, Wenzeslaus von Gleispach, Anna von Bahr-Mildenburg, Hanns Blaschke, Josef Weinheber, Hans Mayer, Hermann Neubacher, Rudolf Maresch.
1934 wurde Böttger von der Wiener Akademie zum Professor h. c. ernannt.

### Zeit des Dritten Reichs
Schon vor 1938 war Böttger illegales NSDAP-Mitglied, was er selbst mit seiner sudetendeutschen Herkunft begründete, am 31. Mai 1938 beantragte er die Aufnahme in die Partei und wurde rückwirkend zum 1. Mai desselben Jahres aufgenommen (Mitgliedsnummer 6.130.519). Nach dem Anschluss Österreichs übernahm Böttger leitende Funktionen in der Kunst- und Kulturpolitik. So war er u. a. im Gaukulturrat Wiens für die Sparte „Malerei“ zuständig, zudem hielt er Vorträge, übernahm repräsentative Aufgaben „und besuchte regelmäßig Empfänge und Veranstaltungen des kulturbegeisterten Gauleiters Baldur von Schirach […].“
Zudem ermöglichte ihm der Anschluss Österreichs eine breitere künstlerische Betätigung im Reichsgebiet, was sich besonders anhand der regen Teilnahme an den Großen Deutschen Kunstausstellungen in München zeigt.
Zu dieser Zeit hatte Böttger Kontakt zu zahlreichen Personen des damaligen Kulturlebens. Darunter waren u. a. Franz Karl Ginzkey, Robert Hohlbaum, Josef Wenter, Josef Weinheber, Wilhelm Fraß, Rudolf Hermann Eisenmenger, sowie sein früherer Lehrer Alfred Cossmann.
Ab Herbst 1944 „meldete er sich nach eigener Aussage zum Volkssturm und wurde bei Kämpfen gegen die Rote Armee, welche die Stadt von 6. bis 13. April eroberte, in der Nähe des Südbahnhofs verwundet.“ Das Wiener Atelier wie auch die Wohnung des Künstlers wurden im Krieg zerstört und noch verbliebene Güter geplündert.
Böttger distanzierte sich auch nach 1945 nicht von seinen damaligen Aktivitäten und seiner NSDAP-Mitgliedschaft. Hierzu schreibt Florian Jung: „Einerseits besteht aufgrund der eben beschriebenen Zusammenhänge weder ein Zweifel an Böttgers Verstrickung in die NS-Kulturpolitik, noch versucht er in seinen Erinnerungen, diese ‚unangenehmen‘ Aspekte seiner Biographie zu verdrängen. Andererseits galt Böttger bereits vor dem ‚Anschluss‘ als bedeutender Künstler und zählt somit nicht zu jenen, die erst mit der Durchsetzung des Nationalsozialismus größere Erfolge zu verzeichnen hatten.“

### Nach 1945
Nach dem Zweiten Weltkrieg kam der verwundete Rudolf Böttger zuerst in ein Lazarett bei Deggendorf und darauf in ein Militärkrankenhaus nach Metten. Im August 1945 wurde er entlassen und lebte die nächsten sieben Jahre in Metten.
Ab 1948 war es Böttger wieder offiziell erlaubt nach Österreich einzureisen. Er besuchte dort regelmäßig Freunde und Bekannte, die er mitunter auch porträtierte.
1950 hatte Böttger einen längeren Aufenthalt bei seiner Bekannten und Förderin Ulla Ekman im schwedischen Väja. Hierauf folgten Besuche in den Jahren 1951, 1957 und 1965.
Ab 1950 erhielt Böttger vermehrt Aufträge für Kunst am Bau, welche ihm durch befreundete Architekten vermittelt wurden. Derartige Gebäude befanden sich u. a. in Deggendorf, Hengersberg, Hofkirchen, Neutraubling, Regensburg, Starnberg, Wackersdorf, Weiden.
1952 verzog Böttger nach Regensburg und blieb dort bis zu seinem Tod ansässig. Vom öffentlichen Kulturleben zog er sich mehr und mehr zurück, da er seine Kunstvorstellungen nicht mehr vertreten sah.
In den 60er-Jahren erhielt er trotz Berufsverbots den Auftrag zur Gestaltung der Evangelischen Pauluskirche in Wien. Die 15 von Rudolf Böttger gestalteten antisemitischen Fenster werden ab 2023 mit farbigen Stoffbahnen verhüllt und in weiterer Folge komplett ausgetauscht. Sie zeigen dem nationalsozialistischen Zeitgeist entsprechend Jesus als arischen Jüngling und Juden antisemitisch verletzend.
Ein Teil seines schriftlichen Nachlasses befindet sich im Deutschen Kunstarchiv im Germanischen Nationalmuseum in Nürnberg.

## Mitgliedschaften
Nach dem Ersten Weltkrieg wurde Rudolf Böttger Mitglied der Wiener Künstlergenossenschaft. Im Dritten Reich war Böttger Mitglied der Reichskammer der bildenden Künste. 1952 trat er dem Berufsverband Bildender Künstler in Regensburg bei und 1965 der Münchner Alten Künstlergenossenschaft.

## Ausstellungen (Auswahl)
Zeitlebens nahm Rudolf Böttger an zahlreichen Gruppenausstellungen teil und es wurden zudem auch mehrere Einzelausstellungen zu seinem Schaffen veranstaltet.
Ab 1919 hatte Böttger zahlreiche Ausstellungen in Wien und anderen Städten. 1925 nahm Böttger an der Biennale di Venezia teil.
Böttger zeigte bei den Großen Deutschen Kunstausstellungen im Haus der Deutschen Kunst in München in den Jahren 1938 und 1940 bis 1944 insgesamt 14 Gemälde. Darunter u. a. die Porträts von Hans Blaschke und Josef Weinheber, sowie Arbeitsdarstellungen und Landschaften, welche oftmals mit Akten belebt wurden.
1938 nahm Böttger an der „Dritten Bildnisausstellung 1938“ im Berliner Haus der Kunst teil, was nochmals auf seinen damals hohen Rang als Porträtmaler verweist.
1938/39 beteiligte sich Böttger an Kunstausstellungen, die vom „Hilfswerk für die deutsche bildende Kunst in der NS-Volkswohlfahrt“ im Berliner Haus der Kunst (1938) bzw. im Zwickauer König-Albert-Museum (1939) veranstaltet wurden.
1940 war Böttger vertreten bei der „Großen Berliner Kunstausstellung“ im dortigen Haus der Kunst.
1941 beteiligte sich Böttger mit insgesamt sechs Gemälden, sechs Aquarellen und einer Mischtechnik an der Ausstellung „Zwischen Westwall und Maginot-Linie“, die im Saarlandmuseum in Saarbrücken gezeigt wurde. Die Ausstellung stand unter der Schirmherrschaft des Gauleiters und Reichsstatthalters Josef Bürckel.
Im Juli und August 1957 zeigte das Wiener Künstlerhaus anlässlich des 70. Geburtstages von Böttger die Ausstellung „Landschaft, Mensch und Tier“ bei der 28 Gemälden, sowie weitere Aquarelle und Zeichnungen zu sehen waren.
1964 veranstaltete der Witikobund eine vornehmlich mit Porträts bestückte Ausstellung im kleinen Kolpingsaal in Regensburg.
Im Juli 1972 veranstaltete die Ostdeutschen Galerie in Regensburg zum 85. Geburtstag des Künstlers eine große Ausstellung mit zahlreichen Gemälden, Zeichnungen und Aquarellen.

## Ankäufe
1932 erwarb der italienische Staat das Gemälde „Grablegung“.
1934 kaufte der österreichische Kanzler Kurt von Schuschnigg zwei Gemälde Böttgers.
1936 kaufte der Hamburger Unternehmer August Brinkmann das Gemälde Drei Speerwerfer. Brinkmann lernte Böttger bei der Kunstausstellung zur Olympiade 1936 in Berlin kennen. Brinkmann lud ihn daraufhin nach Hamburg ein und es entstanden weitere Gemälde.
Weitere Werke Böttgers befinden sich in der Österreichischen Galerie Belvedere sowie im Kunstforum Ostdeutsche Galerie in Regensburg.